# Leon Edwards
Leon Edwards (Kingston, 25 augustus 1991) is een Engels MMA-vechter. Hij werd op 20 augustus 2022 wereldkampioen weltergewicht (tot 77 kilo) bij de UFC. Hij was in 2014 ook al eens kampioen weltergewicht bij de British Association of Mixed Martial Arts (BAMMA).

## Carrière

### Jeugd en eerste partijen
Edwards werd geboren in Jamaica, waar hij woonde met zijn ouders en jongere broer Fabian. Zijn vader verhuisde toen hij een kleuter was naar Engeland en haalde de rest van de familie naar Birmingham toen Edwards negen jaar oud was. Hier raakte hij betrokken bij bendes en misdaad. Hij kreeg in zijn schooltijd de bijnaam 'Rocky' omdat hij voortdurend betrokken raakte bij vechtpartijen. Toen Edwards zeventien was, zorgde zijn moeder ervoor dat hij bij een nieuwe, lokale MMA-school terecht kon. Hier ging hij vanaf dat moment meerdere keren per dag trainen. Na een tijd werd hij zelf ook jeugdtrainer, in ruil voor gratis gebruik van de faciliteiten van de sportschool. Edwards wijt het aan MMA dat hij in staat was om zijn leven te beteren.
Edwards vocht in juni 2011 zijn eerste officiële MMA-partij, bij Fight UK MMA. Hij won die dag in de eerste ronde door zijn tegenstander technisch knock-out (TKO) te slaan. Hij won daarna ook zijn tweede gevecht (jurybeslissing), maar werd in zijn derde partij gediskwalificeerd. Edwards maakte in december 2012 zijn debuut bij BAMMA. Hij won vier partijen op rij en verdiende met de laatste van die overwinningen de titel in het weltergewicht. Die verdedigde hij daarna één keer.

### UFC
Edwards debuteerde op 8 november 2014 bij de UFC. Hij vocht toen drie volle ronden van vijf minuten, waarna de jury zijn tegenstander Cláudio Silva aanwees als winnaar. Hij herpakte zich door Seth Baczynski knock-out (KO) te slaan en versloeg daarna ook Paweł Pawlak (jurybeslissing). Kamaru Usman diende hem in december 2015 zijn derde nederlaag toe (jurybeslissing). Edwards begon in mei 2016 aan een reeks waarin hij tien partijen op rij ongeslagen bleef. Hij versloeg in die periode onder anderen Rafael dos Anjos en Nate Diaz. De UFC gunde hem daarop in augustus 2022 een gevecht om de titel in het weltergewicht. Hij nam in dat gevecht revanche op titelverdediger Usman door die met een schop tegen het hoofd KO te trappen.
Edwards verdedigde zijn titel voor het eerst in maart 2023 in een rematch tegen Usman. Deze keer kwam na vijf ronden de jury er aan te pas om te beslissen dat hij zijn titel mocht houden. De jury wees hem in december 2023 ook als winnaar aan na vijf ronden tegen Colby Covington, deze keer unaniem.